# Euceros superbus
Euceros superbus là một loài tò vò trong họ Ichneumonidae.